# Zeffie Tilbury
Zeffie Tilbury, född 20 november 1863 i Paddington, England, död 24 juli 1950 i Los Angeles, Kalifornien, var en brittisk skådespelare. Tilbury var dotter till teaterprofilen och underhållaren Lydia Thompson, som under 1800-talets andra hälft gjort sig känd inom "victorian burlesque" både i Storbritannien och USA.
Zeffie Tilbury spelade teater på scener i såväl London som på Broadway. Hon medverkade under åren 1917-1942 i över 70 filmer och den mest kända rollen blev som "Grandma" i Vredens druvor 1940.

## Filmografi (i urval)
- 1929 – En kvinnas moral
- 1935 – Mysteriet Edvin Drood
- 1935 – Dr Yogami från London
- 1936 – Zigenarflickan
- 1936 – Det stulna paradiset
- 1936 – Hennes livs hemlighet
- 1939 – Triumf
- 1940 – Vredens druvor